# Prețul libertății (film din 2016)
Prețul libertății (în engleză Free State of Jones, Statul Liber Jones) este un film biografic istoric de război din 2016 care a fost scris și regizat de Gary Ross după o povestire de Ross și Leonard Hartman. În rolurile principale au interpretat actorii Matthew McConaughey, Gugu Mbatha-Raw, Mahershala Ali și Keri Russell.
A fost produs de studiourile STX Entertainment, H. Brothers și Tang Media Productions și a avut premiera la 16 iunie 2016 în Atlanta, fiind distribuit de STX Entertainment. Coloana sonoră a fost compusă de Nicholas Britell. 
Cheltuielile de producție s-au ridicat la 50 de milioane de dolari americani și a avut încasări de 25 de milioane de dolari americani.

## Rezumat
Este inspirat de viața lui Newton Knight și prezintă lupta sa armată împotriva Statelor Confederate ale Americii în Comitatul Jones, Mississippi, în timpul Războiului Civil American. Dar problemele în sudul SUA nu s-au terminat nici după sfârșitul războiului civil...

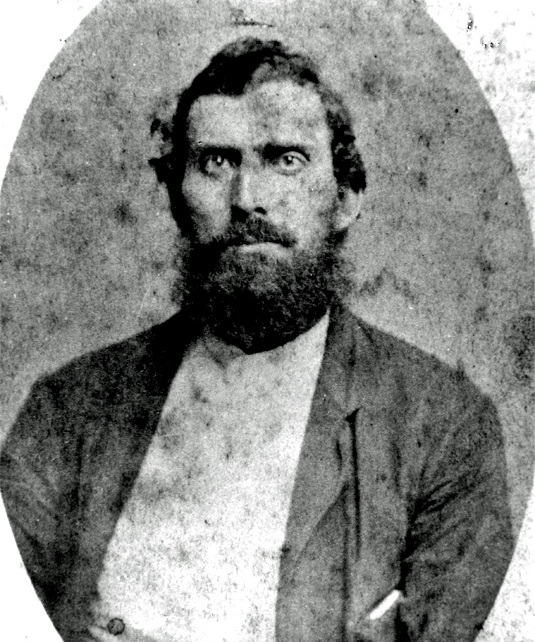
Newton Knight, cel care a fondat Statul Liber Jones în Comitatul Jones, Mississippi

## Distribuție
Au interpretat actorii:
- Matthew McConaughey - Newton Knight[1]
- Gugu Mbatha-Raw - Rachel[2]
- Mahershala Ali - Moses Washington[3]
- Keri Russell - Serena Knight[3]
- Christopher Berry - Jasper Collins
- Sean Bridgers - Will Sumrall
- Jacob Lofland - Daniel[1]
- Thomas Francis Murphy - Col. Elias Hood
- Bill Tangradi - Lt. Barbour
- Brian Lee Franklin - Davis Knight
- Kerry Cahill - Mary
- Joe Chrest - James Eakins
- Jessica Collins - Annie
- Kirk Bovill - Merchant
- Donald Watkins[5] as Wilson
- Artrial Clark[6] as Eli
- Manny Penton as Surgeon
- Wayne Pére[7] as Col. Robert Lowry